# Aspidoscelis calidipes
Aspidoscelis calidipes là một loài thằn lằn trong họ Teiidae. Loài này được Duellman mô tả khoa học đầu tiên năm 1955.